# Независимая социал-демократическая партия Германии
Независимая социал-демократическая партия Германии, НСДПГ (нем. Unabhängige Sozialdemokratische Partei Deutchlands, USPD) — левосоциалистическая политическая партия в Германской империи, образованная в 1917 году.

## История

### Независимые социал-демократы в 1917—1920 годах
НСДПГ образовалась в апреле 1917 года на базе левого крыла германской социал-демократии в результате раскола Социал-демократической партии Германии по вопросу поддержки политики гражданского мира. Во главе новой партии стали Гуго Гаазе и Карл Каутский. Численность партии к ноябрю 1918 года достигает примерно 120 000 членов. Во время Ноябрьской революции входившая в НСДПГ революционная группа Спартака была в ноябре 1918 года преобразована в Союз Спартака, сохранив свою автономность внутри партии. В конце 1918 года Союз вышел из НСДПГ, и на его основе была создана Коммунистическая партия Германии (КПГ).

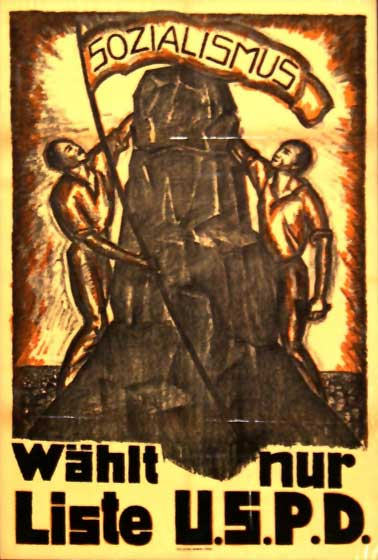
Предвыборный плакат НСДПГ 1919 года

В ноябре 1918 года, в начале Ноябрьской революции, НСДПГ заключила соглашение с социал-демократами, итогом которого стало формирование временного правительства Германии — Совета народных уполномоченных (СНУ). В состав СНУ вошли три представителя независимых социал-демократов — Гуго Гаазе, Вильгельм Диттман, Эмиль Барт. Однако заключив пакт Эберта-Грёнера, СНУ не выполнил однозначно сформулированные решения Всегерманского съезда Советов о демократизации армии. В связи с тем, что многие радикальные предложения НСДПГ провалились на Всегерманском съезде Советов, 29 декабря три представителя НСДПГ вышли из состава временного правительства. Поводом для этого послужило применение оружия в ходе так называемых рождественских беспорядков в Берлине.
На выборах в Германское национальное собрание в январе 1919 года НСДПГ получила 7,6 % голосов. Несмотря на явное меньшинство в Национальном собрании и доминирование социал-демократов, НСДПГ решительно поддержала ввод в Германии советской системы вместо предлагающейся социал-демократами парламентской республики. Членами партии к весне 1920 года являлось уже более 750 000 человек. На парламентских выборах 1920 года НСДПГ стала второй по численности фракцией в Рейхстаге, получив 17,9 % голосов и 84 депутатских места. Для сравнения, по итогам тех выборов СДПГ получила 102 депутатских кресла.

### Независимые социал-демократы после 1920 года
На съезде НСДПГ в Галле в октябре 1920 года большинством голосов (237 против 156) было принято решение о вступлении партии в Коминтерн, а в декабре 1920 года НСДПГ объединилась с КПГ. К компартии присоединилось около 400 000 членов НСДПГ. Оставшиеся около 340 000 человек и более 2/3 депутатов парламента продолжили действовать под именем НСДПГ во главе с лидерами Георгом Ледебуром и Артуром Криспином. НСДПГ поддерживала режим парламентской демократии. В 1920 году НСДПГ, Независимая лейбористская партия и другие стали инициаторами создания так называемого «2 ½ интернационала» (официальное название — Международное рабочее объединение социалистических партий).
Со временем политические разногласия между НСДПГ и СДПГ сокращались. После убийства ультраправыми министра иностранных дел Германии Вальтера Ратенау в июне 1922 года обе фракции в Рейхстаге создали в середине июля общую рабочую группу. Через 2 месяца, 24 сентября 1922 года, в Нюрнберге прошел объединительный съезд НСДПГ и СДПГ, на котором было провозглашено создание Объединенной социал-демократической партии (Vereinigte Sozialdemokratische Partei Deutschlands, VSPD; с 1924 года вновь называлась Социал-демократической партией). В 1923 году большинство партий и групп «2 ½ интернационала» влились во Второй интернационал.
Меньшинство НСДПГ, менее 10 000 членов, продолжили действовать под старым названием. Их лидерами были Георг Ледебур и Теодор Либкнехт. В 1931 году остатки формально существовавшей НСДПГ влились в состав Социалистической рабочей партии Германии.

## Организация

### Структура
Независимая социал-демократическая партия состоит из округов (bezirk) по одному на избирательный округ, округа из районов (kreis) по одному на городской район, район или округ земли Гамбург, районы из местных групп (ortsgruppe) по одной на город, общину, округ или местную часть земли Гамбург, местные группы из блоков по одному на несколько соседских домов.
Высший орган — съезд (parteitag), избиравшийся окружными съездами, между съездами — партийный совет (parteirat), избиравшийся окружными съездами, между партийными советами — правление (parteivorstand), избиравшееся съездом, высшее должностное лицо — председатель (parteivorsitzender), избиравшийся съездом.
Высший орган округа — окружной съезд (bezirksparteitag), избиравшийся районными съездами, между окружными съездами — окружное правление (bezirksvorstand), избиравшееся районными съездами, высшее должностное лицо округа — окружной председатель (bezirksvorsitzender), избиравшийся районными съездами.
Высший орган района — районный съезд (kreisparteitag), избиравшийся общими собраниями, между районными съездами — районное правление (kreisvorstand), избиравшееся районным съездом, высшее должностное лицо района — районный председатель (kreisvorsitzender), избиравшийся районным съездом.
Высший орган местной группы — общее собрание (mitgliederversammlung), между общими собраниями — правление местной группы (ortsgruppenvorstand), избиравшееся общими собраниями, высшее должностное лица местной группы — председатель местной группы (ortsgruppenvorsitzender), избиравшееся общими собраниями.
Блоки возглавлялись руководителями блоков (blockwart).
Молодёжная организация — Социалистическая партийная молодёжь (Sozialistische Proletarierjugend).

### Издания
Центральным органом независимых социал-демократов являлась ежедневная газета «Freiheit», под редакцией Рудольфа Брейтшейда выходил теоретический орган журнал «Der Sozialist» (до 1922 года). Также издавался иллюстрированный еженедельник «Die freie Welt». Существовали также региональные издания НСДПГ, такие, например, как «Leipziger Volkszeitung», «Volksblatt für Halle und den Saalkreis», «Hamburger Volkszeitung». Практически все издания, выпускавшиеся активистами НСДПГ, прекратили сущеставование частично после объединения большинства партии с КПГ, а затем — после присоединения большей части оставшихся членов к СДПГ. Начиная с октября 1922 года в качестве центрального выходит газета «Klassenkampf», которая с 1928 года издается под старым названием «Freiheit».

### Участие в выборах
| Выборы                                   | Количество голосов | Процент голосов | Количество мандатов |
| ---------------------------------------- | ------------------ | --------------- | ------------------- |
| Выборы в Национальное собрание 1919 года | 2 317 290          | 7,62 %          | 22                  |
| Выборы в Рейхстаг 1920 года              | 4 897 401          | 17,9 %          | 84                  |
| Выборы в Рейхстаг в мае 1924 года        | 235 145            | 0,80 %          | 0                   |
| Выборы в Рейхстаг в декабре 1924 года    | 98 842             | 0,33 %          | 0                   |
| Выборы в Рейхстаг 1928 года              | 20 815             | 0,07 %          | 0                   |
| Выборы в Рейхстаг 1930 года              | 11 690             | 0,03 %          | 0                   |